# Piraquara
Piraquara este un oraș în Paraná (PR), Brazilia.